# Pavel Schmidt
Pavel Schmidt (Pozsony, 1930. február 9. – Magglingen, Svájc, 2001. augusztus 14.) olimpiai bajnok szlovák evezős.

## Pályafutása
Az 1960-as római olimpián kétpárevezősben Václav Kozákkal olimpiai bajnok lett. Az 1959-es Európa-bajnokságon ezüst, az 1961-esen bronzérmes lett kétpárevezősben Kozákkal.
Visszavonulása után edző lett. 1967–68-ban a mexikói evezős válogatott edzője volt. 1968-ban nem tért vissza Csehszlovákiába, hanem Svájcban telepedett le a családjával és pszichiáterként dolgozott. A sporttól sem szakadt el, a bieli sportiskolában edzőként tevékenykedett.

## Sikerei, díjai
- Olimpiai játékok – kétpárevezős
  - aranyérmes: 1960, Róma
- Európa-bajnokság
  - ezüstérmes: 1959
  - bronzérmes: 1961